# 桑托斯米切萊納市

桑托斯米切萊納市（西班牙語：Municipio Santos Michelena），是委內瑞拉的一個市，位於該國北部阿拉瓜州，首府設於拉斯特赫里亞斯，面積220平方公里，2007年人口44,409，人口密度為每平方公里200人。